# Alois Brems
Pour les articles homonymes, voir Brems.
Alois Brems (né le 19 avril 1906 à Ziegelhof, mort le 16 février 1987 à Eichstätt) est évêque d'Eichstätt de 1968 à 1983.

## Biographie
Alois Brems est le plus jeune des 15 enfants. Après le Gymnasium humaniste d'Eichstätt, il étudie la théologie et la philosophie catholiques à la grande école d'Eichstätt (de). Le 29 juin 1930, comme deux de ses frères quelques années plus tôt, il reçoit le sacrement de l'ordination. Il est chapelain à Breitenbrunn et à Schwabach. De 1932 à 1935, il étudie à l'université pontificale grégorienne, au terme duquel il obtient un doctorat en théologie avec une thèse sur l'interprétation et le développement du code ecclésiastique. Il est pendant un an chargé de gérer la correspondance entre Rome et tous les diocèses allemands. Le 1er avril 1937, Brems devient le premier prêtre des jeunes du diocèse d'Eichstätt. Avec Ottilie Moßhamer, il édite l'ouvrage en trois volumes Wort an die Jugend, qui est pendant longtemps l'ouvrage de référence de l'Église pour la jeunesse. Il dirige le Jugendamt épiscopal d'Eichstätt jusqu'en 1950, puis est chef du bureau nouvellement créé pour la pastorale des hommes et des femmes. À son initiative, un centre de Formation continue est créé au château de Hirschberg. En 1953, Brems est capitulaire de la cathédrale. En 1966, l'évêque Joseph Schröffer le nomme vicaire général.
Lorsque Mgr Schröffer est nommé secrétaire de la Congrégation pour l'éducation catholique à Rome et démissionne de la charge d'évêque à Eichstätt, Alois Brems est d'abord nommé chef par intérim du diocèse. Le 28 mai 1968, le pape Paul VI le nomme évêque d'Eichstätt. Il est ordonné évêque le 6 juillet 1968 par Schröffer ; les autres consécrateurs sont Rudolf Graber, évêque de Ratisbonne, et Friedrich Wetter, évêque de Spire. Au cours de son épiscopat, la reconstruction et la rénovation de la cathédrale d'Eichstätt ont lieu de 1971 à 1975. Lorsque l'école théologique d'Eichstätt est élevée au rang d'université catholique en 1980, c'est une réalisation majeure de Brems, qui, en tant qu'évêque, a pris soin de son expansion et de sa promotion.
En 1983, la démission de Brems en raison de son âge est acceptée par Rome et il est nommé administrateur apostolique d'Eichstätt. Un an plus tard, Karl Braun est nommé évêque d'Eichstätt par le pape Jean-Paul II.
Alois Brems meurt le 16 février 1987 à 80 ans. Sa tombe se trouve dans la cathédrale d'Eichstätt.